# Сичик-горобець бразильський
Си́чик-горобе́ць бразильський (Glaucidium hardyi) — вид совоподібних птахів родини совових (Strigidae). Мешкає в Амазонії та на Гвіанському нагір'ї.

## Опис

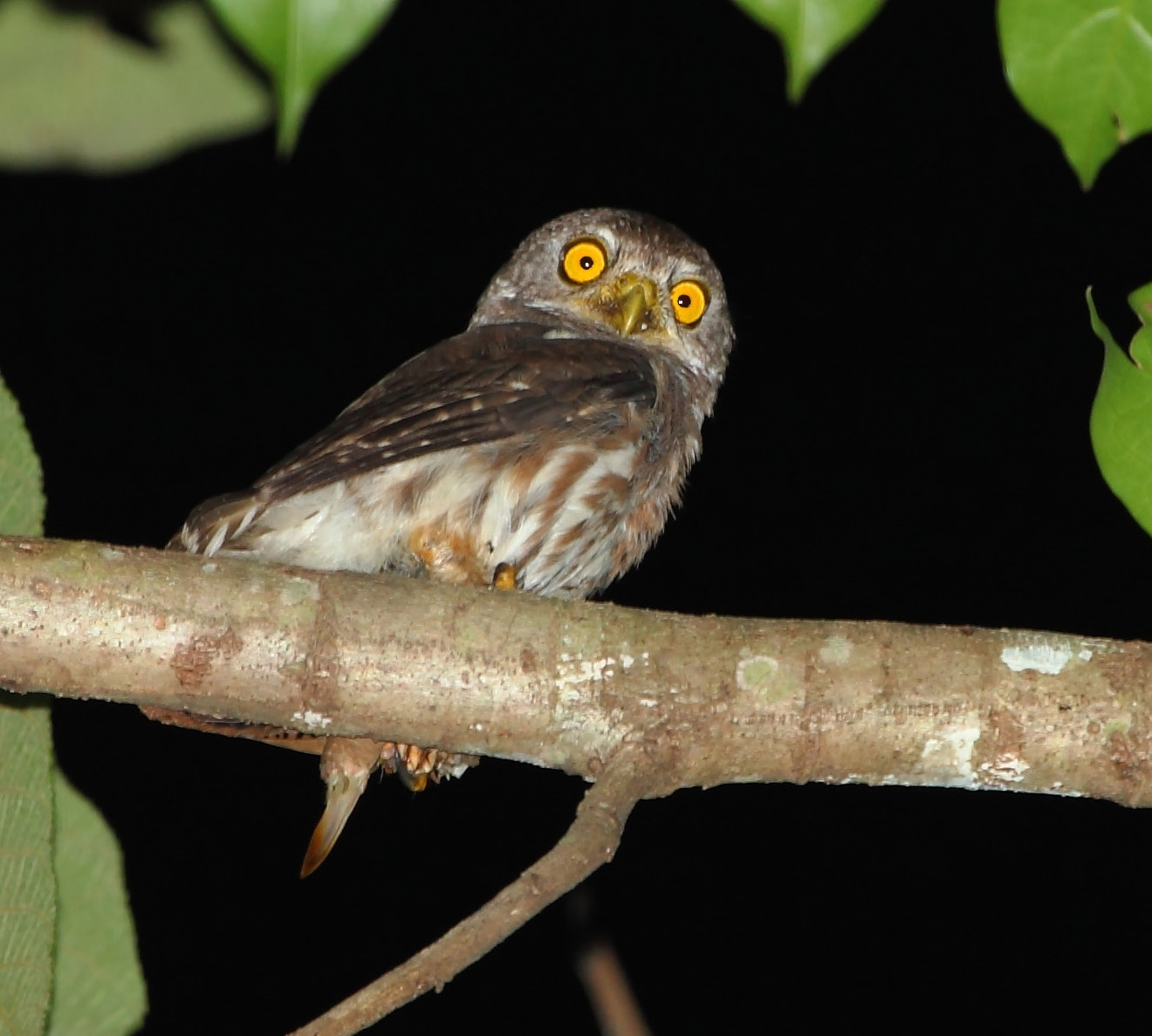
Бразильський сичик-горобець

Довжина птаха становить 14-15 см, вага 60 г. Верхня частина тіла коричнева, тім'я і потилиця сіро-коричневі, поцятковані дрібними білими плямками. На потилиці є дві темних плями, що нагадують очі і слугують до відлякування і обману. Махові і стернові пера темно-коричневі, поцятковані білими плямами, що в польоті формують білі смуги. Нижня частина тіла білувата, поцяткована широкими коричневими або рудувато-коричневими смугами. Очі яскраво-зелотисто-жовті, дзьоб зеленувато-жовтий, лапи жовті. У молодих птахів плямки на тімені відсутні, смуги на нижній частині тіла менш чіткі.

## Поширення і екологія
Бразильські сичики-горобці мешкають на сході Перу, на півночі Болівії, в Бразилії, південній і східній Венесуелі, Гаяні, Суринамі і Французькій Гвіані. Вони живуть у вологих рівнинних тропічних лісах, зустрічаються на висоті до 1100 м над рівнем моря, переважно на висоті до 800 м над рівнем моря. Ведуть переважно денний спосіб життя. Бурі сичики-горобці живляться переважно комахами та іншими безхребетними, а також дрібними птахами, плазунами і ссавцями. Гніздяться в дуплах дерев, часто використовують покинуті дупла дятлів.